# Comisión de Industria, Investigación y Energía
La Comisión de Industria, Investigación y Energía (por sus siglas en inglés: ITRE) es un comité del Parlamento Europeo.
Sus áreas de responsabilidad se relacionan con la industria, especialmente la fabricación intensiva en tecnología, la tecnología de la información y las telecomunicaciones. También coordina la política espacial europea y, por tanto, tiene vínculos con la Agencia Espacial Europea. Tiene funciones de supervisión en relación con el Centro Común de Investigación y el Instituto de Medidas y Materiales de Referencia, así como proyectos similares. En el pasado, la Comisión ITRE también se ocupaba de asuntos de transporte. Sin embargo, esta área de actuación política ha sido transferido a una comisión específica, la Comisión de Transporte y Turismo.
El presidente actual del comité es Cristian Bușoi.

## La política energética
Una de las principales áreas de actividad de la comisión es la política energética, la seguridad y la eficiencia. Supervisa el cumplimiento del Tratado Euratom en materia de eliminación de residuos nucleares. El Acuerdo de París y más recientemente el lanzamiento del Pacto Verde Europeo han puesto el cambio climático y la transición energética en el centro de la agenda pública. Las políticas para apoyar tecnologías limpias como la energía renovable o el hidrógeno verde han conseguido avances gracias a la comisión.
En 2022 la comisión fue encargada para negociar la propuesta de la Comisión Europea sobre la Directiva de eficiencia energética en edificios y la Directiva de eficiencia energética.

## Reglamento
Desde 2014 la Comisión ITRE es la principal encargada de las regulaciones que tratan sobre el "Mercado único europeo de comunicaciones electrónicas". Las propuestas fueron presentadas por Neelie Kroes. 
Un grupo de Organizaciones no gubernamentales consideró que esta regulación podría dañar la neutralidad de red.

## Lista de presidentes
| Nombre | Nombre                | Término     | Partido político        |
| ------ | --------------------- | ----------- | ----------------------- |
|        | Cristian Silviu Busoi | 2019 – 2024 | Partido Popular Europeo |
|        | Adina-Ioana Vălean    | 2019 - 2019 | Partido Popular Europeo |
|        | Jerzy Buzek           | 2014 - 2019 | Partido Popular Europeo |
|        | Amalia Sartori        | 2012 - 2014 | Partido Popular Europeo |

## Miembros de la Comisión

### VII Legislatura
Presidenta
- Amalia Sartori (PPE; Italia): 2012–2014.

### VIII Legislatura
Presidente
- Jerzy Buzek (PPE; Polonia)

### IX Legislatura
Elegida el 10 de julio de 2019.
Presidenta
- Adina-Ioana Vălean (PPE; Rumanía)

Vicepresidente Primero
- Zdzisław Krasnodębski (ECR; Polonia)

Vicepresidente Segundo
- Morten Petersen (RE, Dinamarca)

Vicepresidenta Tercera
- Patrizia Toia (S&D, Italia)

Vicepresidenta Cuarta

- Lina Gálvez Muñoz (S&D, España)